# Дмитренко Олег Миколайович
Оле́г Микола́йович Дмитре́нко (нар. 17 жовтня 1973, Варва, Чернігівська область) — український політик.
Депутат Чернігівської обласної ради з 2010, мажоритарний одномандатний виборчий округ Срібнянського району від ВО «Батьківщина». Був виключений із фракції і партії відразу після першої сесії обласної ради за голосування за керівництво обласної ради від Партії регіонів.

## Освіта
1995 року закінчив Чернігівський національний педагогічний університет, історичний факультет.

## Кар'єра
- З 2001 — директор ТОВ «Батьківщина»

## Особисте життя
Одружений, виховує двох дочок.